# Księgi Jakubowe
Księgi Jakubowe albo Wielka podróż przez siedem granic, pięć języków i trzy duże religie, nie licząc tych małych – powieść historyczna Olgi Tokarczuk, wydana w październiku 2014 nakładem Wydawnictwa Literackiego. W 2015 książka została uhonorowana Nagrodą „Nike”, otrzymała również wyróżnienie czytelników przyznawane w ramach tej nagrody.

## Tematyka
Książka była pisana przez blisko siedem lat. Na 912 stronach autorka przedstawia świat Rzeczypospolitej Obojga Narodów. Bohaterami powieści są postacie historyczne, m.in. poetka barokowa Elżbieta Drużbacka; kasztelanowa kamieńska Katarzyna Kossakowska; arystokrata Antoni „Moliwda” Kossakowski; autor Nowych Aten, jednej z pierwszych polskich encyklopedii ksiądz Benedykt Chmielowski, a przede wszystkim Jakub Lejbowicz Frank, który ogłosił się Mesjaszem i doprowadził do powstania w łonie judaizmu heretyckiej sekty frankistów, oraz jego córka i następczyni Ewa.
Mimo że akcja książki toczy się m.in. na XVIII-wiecznym Podolu, według Aleksandry Lipczak porusza również tematy aktualne i ważne w XXI wieku. Zdaniem Przemysława Czaplińskiego obraz Rzeczypospolitej Obojga Narodów przedstawiony w Księgach Jakubowych daleki jest od wyidealizowanej wersji, którą znają czytelnicy Trylogii Sienkiewicza.
Tłumaczenie książki na język szwedzki, autorstwa Jana Henrika Swahna, nagrodzone zostało w 2016 roku pierwszą międzynarodową nagrodą przyznawaną przez sztokholmską instytucję Kulturhuset Stadsteatern.
Podczas laudacji Olgi Tokarczuk z okazji uhonorowania jej literacką Nagrodą Nobla za rok 2018, szwedzki pisarz Per Wästberg określił Księgi Jakubowe jako opus magnum Tokarczuk i „tysiącstronicowy cud”. Książka została też nominowana do nagrody International Booker Prize.
W 2019 książka ukazała się w języku niemieckim, w tłumaczeniu Lothara Quinkensteina i Lisy Palmes, zaś anglojęzyczne wydanie, w tłumaczeniu Jennifer Croft. Ogółem „Księgi Jakubowe” zostały przełożone na trzynaście języków (stan na 2022) i ukazały się w Stanach Zjednoczonych, Wielkiej Brytanii, Chorwacji, Czechach, Serbii, Gruzji, Holandii, Izraelu, Niemczech, Słowenii, Szwecji, Ukrainie, Francji i Węgrzech.
Książka w angielskim tłumaczeniu znalazła się w zestawieniu 50 najważniejszych powieści 2022 roku dziennika „The Washington Post” oraz na liście The Best Books of 2022 tygodnika „The New Yorker”.

## Adaptacje teatralne
- 2016 – Teatr Powszechny w Warszawie, reż. Ewelina Marciniak[12]
- 2021 – Thalia Theater(inne języki) w Hamburgu (niem.), reż. Ewelina Marciniak[12]
- 2022 – Teatr Narodowy w Warszawie, reż. Michał Zadara[12]